# Tillandsia carnosa
Tillandsia carnosa là một loài thuộc chi Tillandsia. Đây là loài bản địa của Bolivia.